# 永長直人
永長 直人（ながおさ なおと、1958年 - ）は、日本の物理学者。「固体電子における電子相関とトポロジーの理論的研究」で知られる。学位は、理学博士（東京大学・1986年）。東京大学大学院工学系研究科物理工学専攻教授。

## 略歴
- 1976年3月 大阪府立四條畷高等学校卒業[3]
- 1980年3月 東京大学工学部物理工学科卒業
- 1983年2月 東京大学大学院工学系研究科物理工学専攻博士課程中退
- 1983年2月 東京大学物性研究所助手
- 1986年6月 理学博士の学位を取得
- 1986年10月 東京大学工学部物理工学科助手
- 1989年6月 東京大学工学部物理工学科講師
- 1991年9月 東京大学工学部物理工学科助教授
- 1998年8月 東京大学大学院工学系研究科物理工学専攻教授（現在まで）

また、以下の役職を併任している。
- 産業技術総合研究所 強相関電子技術研究センター強相関理論チーム チーム長 (2001年4月-2008年3月)
- 理化学研究所 交差相関物性科学研究グループ 交差相関理論研究チーム チームリーダー (2007年10月)（2008年4月に名称変更し、理化学研究所 基幹研究所 物質機能創成研究領域 交差相関物性科学研究グループ 交差相関理論研究チーム チームリーダー、2010年4月に組織改編し、理化学研究所 基幹研究所 強相関量子科学研究グループ 強相関理論研究チーム チームリーダー (2013年3月まで)）
- 理化学研究所 創発物性科学研究センター 副センター長 (2013年4月-)
- 理化学研究所 創発物性科学研究センター 強相関理論研究グループ グループディレクター (2013年4月-)

## 受賞歴
- 1995年 日本IBM科学賞
- 1995年 西宮湯川記念賞
- 1998年 超伝導科学技術賞
- 2004年 日産科学賞
- 2005年 仁科記念賞
- 2012年 Benjamin Lee Professorship
- 2013年 Beller Lectureship
- 2014年 文部科学大臣表彰科学技術賞
- 2014年 Thomson Reuters Highly Cited Researchers 2014
- 2015年 Thomson Reuters Highly Cited Researchers 2015
- 2016年 Thomson Reuters Highly Cited Researchers 2016
- 2018年4月 紫綬褒章[4][3]
- 2024年 東レ科学技術賞